# 行田総合病院
行田総合病院（ぎょうだそうごうびょういん）は、埼玉県行田市にある病院である。
運営者は、社会医療法人壮幸会。

## 概要
1988年12月、内科・外科・整形外科・リハビリテーション科を標榜し、120床で開設。二次救急に対応し、現在の病床数504床は一般病院としては加須保健所管内で最大、県北でも深谷赤十字病院に次ぐ2番目の規模である。2008年1月にがん・心疾患・脳血管疾患に対する高度専門特殊医療の整備計画が埼玉県に承認され、2012年2月に専門の病棟(96床)を新設。
通常、外来診療は隣接する行田クリニックで行っている。

## 診療科

### 診療科
- 内科
- 循環器内科
- 消化器内科
- 消化器外科
- 呼吸器内科
- 神経内科
- リウマチ科
- 外科
- 腫瘍内科
- 整形外科
- 脳神経外科
- 血管外科
- 皮膚科
- 泌尿器科
- 耳鼻咽喉科
- 眼科
- 小児科
- 麻酔科
- 放射線科
- 病理診断科
- リハビリテーション科

### 専門外来
- 頭痛外来
- 脳動脈瘤／頸動脈狭窄症外来
- 不整脈外来
- ペースメーカー外来
- 睡眠時無呼吸外来
- 肝疾患専門外来
- 腫瘍内科外来
- リウマチ・膝・股関節外来
- 骨粗鬆症外来
- 装具外来
- 女性専用排尿機能外来
- 小児内分泌外来
- 小児慢性疾患外来

### センター
- 健診・脳ドック・人間ドックセンター
- 救急センター
- 人工関節センター
- 透析センター
- 内視鏡センター
- リハビリテーションセンター
- 循環器センター
- 血管内治療センター

## 医療機関の指定等
- 保険医療機関
- 労災保険指定医療機関
- 地域医療支援病院
- 埼玉県災害拠点病院
- 埼玉県がん診療指定病院
- 基幹型臨床研修病院
- 日本医療機能評価機構認定
- 二次救急指定病院
- DPC対象病院
- 埼玉DMAT指定病院(2012年12月6日指定)
- 埼玉県救急搬送困難事案受入病院
- 埼玉県急性期脳卒中治療ネットワーク基幹病院
- 埼玉県大動脈緊急症治療ネットワーク連携病院

## 交通アクセス
- 行田駅東口から徒歩20分
- 行田市内循環バス西循環・観光拠点循環・南大通りコースで「行田病院前」下車すぐ
- 吹上駅北口から朝日バス前谷経由行田車庫行きで「新田入口」下車徒歩5分

## 関連施設
- 介護老人保健施設ハートフル行田
- 行田市在宅介護支援センター壮幸会
- 行田市地域包括支援センター壮幸会
- 訪問介護ステーション壮幸会
- 壮幸会行田訪問看護ステーション
- 壮幸会介護保険施設 心春
- 社会福祉法人壮幸会 特別養護老人ホーム 雅